# Caerlaverock Castle
Caerlaverock Castle er en trekantet middelalderborg fra 1200-tallet, der ligger på Skotlands sydkyst omkring 11 km syd for Dumfries, på grænsen til Caerlaverock National Nature Reserve. Caerlaverock var Maxwell-familiens hovedsæde fra 1200-tallet og frem til begyndelsen af 1600-tallet, hvor borgen blev forladt.
Den blev belejret under de skotske uafhængighedskrige og gennemgik adskillige delvise nedrivninger og rekonstruktioner i 1300- og 1400-tallet. I 1600-tallet blev Maxwell-familien gjort til jarler af Nithsdale, og de opførte en ny beboelsesejendom inden for borgens mure, der er blevet beskrevet som værende blandt "den mest ambitiøse tidlige klassiske indenlandske arkitektur i Skotland".
I 1640 blev borgen belejret for sidste gang og blev herefter forladt. Selvom den blev nedrevet og genopført adskillige gange, så har borgen bibeholdt sin karakteristiske trekantede grundplan fra 1200-tallet. Caerlaverock Castle blev opført for at kontrollere handel i området.
Ruinen er i dag et scheduled monument og den drives som turistattraktion af Historic Environment Scotland.